# Ashtadhyayi
Ashtadhyayi (IAST: Aṣṭādhyāyī, devanāgarī: अष्टाध्यायी, signifiant en sanskrit : « Octopartite ») est un traité de grammaire en huit chapitres composé en sanskrit entre les VIe et Ve siècles av. J.-C., et attribué au célèbre grammairien indien Pāṇini. Ce traité en huit partie comprend 3 996 règles, composées dans le style du sūtra, et il est le plus ancien connu à ce jour. L'Aṣṭādhyāyī est accompagné de trois autres traités, généralement attribués à Panini.

## Le titre et le genre
Le traité de Panini est souvent appelé Aṣṭādhyāyī parce qu'il se compose de huit chapitres, ou Vyākaraṇa-sūtra, c'est-à-dire « Formulaire de construction [des mots] ». Il relève du genre littéraire du sūtra et consiste en un ensemble de 3 996 règles très condensées (pour quelque 32 000 syllabes), chacune constituant précisément un sûtra ; l'énoncé de chacune d'elles est d'une grande brièveté. La grammaire traite donc de la formation des mots, pris isolément ou dans une phrase. Le sûtra est un genre littéraire très utilisé en Inde pour exposer des idées scientifiques à des fins utilitaires, et le mot « sûtra » s'utilise aussi bien pour parler d'un bref texte pris indépendamment que pour parler d'un ensemble entier de formules (et donc d'un « livre »).
Dans leur majorité, les sutras se composent de deux ou de trois mots, et l'ensemble de l'ouvrage tient dans quelque trente-cinq pages actuelles comprenant chacune un peu plus de trente lignes.

### Œuvre orale ou écrite?
On ne sait pas si le travail original de Panini était sous forme écrite. Il se peut que Panini ait connu et employé un système d'écriture, mais, note Pierre-Sylvain Filliozat, la date à laquelle l'écriture apparaît en Inde est sujette à discussion, à quoi s'ajoute le fait que l'on ne sait pas exactement quand Panini a vécu.
Mais, poursuit PS Filliozat, il est possible que l'écriture soit mentionnée dans la grammaire elle-même, dans le sutra 4.1.49. En effet le mot yavan- (« ionien, grec ») qui est présent dans ce sutra permet de former le mot yavanani, qui, selon le commentaire de Kâtyâyana, renvoie à une écriture qui pourrait être celle du grec (ancien), ou même une écriture du Proche-Orient ancien, comme l'écriture araméenne du Proche-Orient. Or il est vraisemblable que l'Inde a connu cette dernière au cours de la domination par les Perses ont dominé le Gandhara et le Sindh, entre le VIe et le IVe siècle av. J.-C. .
Filliozat ajoute qu'il est possible que Panini ait connu l'écriture et l'ait même employée, sans pour autant l'avoir nécessairement utilisée pour composer sa grammaire. En fait, l'examen de l'Ashtadhyayi ne montre pas qu'il y a eu un recours à des supports écrits pour composer l'ouvrage a été composé en recourant; il ne révèle pas plus  l'idée que la grammaire devait être utilisée sous forme écrite.

## Contenu de l'Aṣṭādhyāyī

### Plan
A.A. MacDonnell donne le plan qui suit pour l'ouvrage. Livre 1 : termes techniques de la grammaire et ses règles d'interprétation. Livre 2 : les noms dans les relations de composition et de cas. Livre 3 : comment les suffixes doivent être rattachés aux racines verbales. Livres 4 et 5 :  comment les suffixes doivent être rattachés aux thèmes nominaux. Livres 6 et 7 : description de l'accent et des changements phonétiques dans la formation des mots. Livre 8 : les mots dans une phrase.
MacDonnell relève cependant que ce plan général est cependant constamment interrompu par des règles isolées, ou par une série de règles ajoutées par l'auteur à la suite de nouvelles études grammaticales, ou encore sorties de leur contexte naturel et déplacées afin d'économiser des mots.

### Contenu
On trouve de très nombreux sûtras, dans différents domaines (astronomie, droit, phonétique, yoga...), mais le Vyākaraṇa-sūtra de Panini en est le modèle le plus parfait. La grammaire de Panini constitue un système dérivationnel. Cela signifie qu'elle formule des règles générales qui permettent de former des mots à partir d'éléments simples. Le point de départ est une base, appelée prakṛti, à laquelle s'ajoutent des suffixes (pratyaya) sous certaines conditions. Cette base peut être  une racine verbale (dhātu) ou un thème nominal, appelé prātipadika. Ce processus conduit au mot unité (pada). La combinaison de plusieurs pada aboutit à la phrase (vākya).
Panini a aussi développé une métalangue et un vocabulaire technique, composée d'abréviations, de noms techniques, de listes d'éléments avec mention du premier et du dernier, etc. Les formules s'ordonnent en suivant la logique des sujets qu'elles traitent.
Parce qu'il est d'une concision extrême, l'ouvrage est aussi d'un abord ardu. Il est même, selon E. Aussant, « incompréhensible » sans les commentaires, en particulier le Vārttika de Kātyāyana et le Mahābhāṣya de Patañjali.

### Les traités en annexe
L'Aṣṭādhyāyī est accompagné de trois autres traités qui sont 1) Akṣarasamāmnāya, plus communément appelé Shiva sutra ou Maheshvara sutra : une liste de phonèmes de la langue sanskrite ordonnés de manière à pouvoir y référer de manière abrégée; 2) Dhātupāṭha : un recueil d'environ 2000 racines verbales classées en dix catégories selon la formation du présent ; 3) Gaṇapāṭha : un ensemble de listes de mots ayant en commun certaines caractéristiques dérivationnelles.

### Quelle langue?
La grammaire de Panini décrit la langue que son auteur parlait, à savoir un dialecte du nord-ouest de l'Inde. Panini le nomme bāṣā, autrement dit « langue parlée ». Il décrit aussi la langue des textes védiques, qui utilisent une langue nettement plus archaïque. Il parle de ces archaïsmes en les appelant chandas (versets), sans qu'il paraisse avoir conscience que la langue dont il parle a subi une évolution à travers le temps. On ne trouve pas de trace d'une connaissance de langues complètement différentes de la sienne. Il traite d'ailleurs celle-ci comme si elle était tout le langage tenait en elle. Quand il utilise le mot saṃskrita , il lui donne le sens de « préparé, apprêté [selon les règles en vue d'un but précis] », au sens d'une chose bien faite, bien préparée. L'emploi du mot saṃskrita au sens de « langue sanskrite » n'apparaît que beaucoup plus tard, et ce n'est que vers le Ve siècle de notre ère que l'on utilisera couramment le mot sanskrit pour nommer la langue. Mais ce mot reste lié à Panini, en ce sens que la langue qu'il avait décrite s'était maintenant répandue sur le sous-continent indien où elle était langue à la fois de communication et de culture. Et c'est pour cela qu'elle fut qualifiée de saṃskrita, « excellente »: parce qu'on la voyait toujours comme « préparée » selon les règles de Panini.

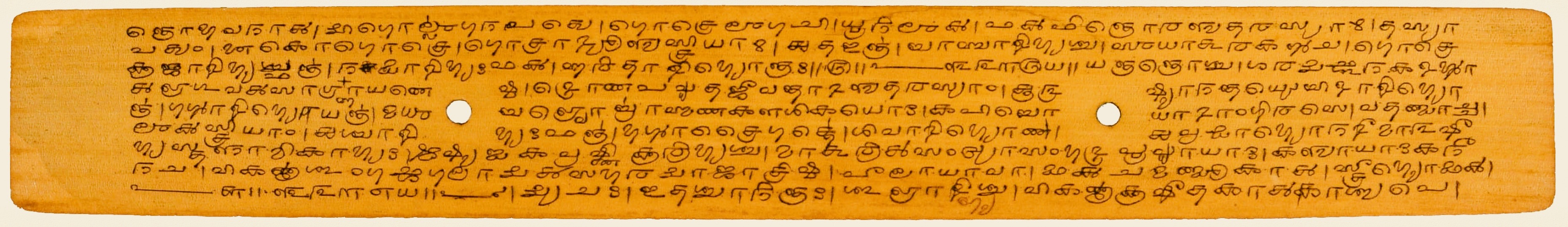
Manuscrit sur ôles de lAstadhyayi en sanskrit, copié en écriture Grantha. Tamil Nadu, XIXe siècle. Collection de l'École française d'Extrême-Orient à Pondychéry.